# 울진 불영사 신중탱화
울진 불영사 신중탱화(蔚珍 佛影寺 神衆幀畵)는 대한민국 경상북도 울진군 서면, 불영사에 있는 불화이다. 2010년 4월 5일 경상북도의 유형문화재 제423호로 지정되었다.

## 개요
울진 불영사 대웅보전에 봉안되어 있는 이 신중탱화는 삼베(麻) 바탕에 채색한 것으로 전체 크기는 세로 230.5cm, 가로 236.2cm이며, 화면크기는 세로 214.5cm, 가로 223.1cm이다. 팔곡병풍을 배경으로 상단에는 제석과 범천을, 하단에는 위태천을 중심축으로 좌우에 무장의 天龍八部衆을 묘사하였다. 이러한 형식은 가장 많이 애용되었던 것으로 신중도 중 다수를 차지하고 있다. 제석천과 범천은 주위로는 일월천자와 보살, 주악 천중 등의 天部衆이 둘러 서 있다. 이 아래 갑옷을 입고 깃털장식 투구를 쓴 위태천은 두 손으로 양쪽에 가지가 달린 三叉戟을 세워 잡은 모습인데, 앞 열 좌우로 사천왕, 팔부중 등 천룡팔부를 각각 3위씩 배치하였다. 그 뒤쪽 열에는 투명 두건과 草衣 착용에 白羽扇을 쥔 산신, 명왕과 사갈라용왕을 배열하였다.
색채는 적색과 녹색이 아름다운 조화를 이룬 반면 돋보이는 청색과 흰색의 남용으로 인해 화면이 밝아졌으나 차분한 느낌을 유지하고 있다.
화면 하단의 畵記를 통해, 1860년(철종 11)에 金魚인 意雲 慈友 등 5인의 畵員에 의해 제작되었음을 알 수 있다. 意雲(堂) 慈友(1856~1873년 활동)는 사불산 대승사를 중심으로 경상도와 강원도까지 활동한 金魚로서 최고의 지위인 도총섭의 직함까지 갖춘 화승이었으며, 그의 작품은 대부분 경상도 지역에 보존되어 있다.
이 신중탱화는 하단에 촛농이 떨어진 자국 등을 제외하면 보존상태는 비교적 양호한 편이며, 정밀한 형태 묘사, 조화로운 색채의 구성, 힘 있는 필선, 화사한 문양과 장식 등에서 완성도가 높은 19세기 불화 가운데 수작이라 판단되므로 有形文化財로 지정한다.

## 같이 보기
- 불영사

## 참고 자료
- 울진 불영사 신중탱화 - 국가유산청 국가유산포털